# Диагор Родосский
Диагор Родосский (др.-греч. Διαγόρας ὁ Ῥόδιος; Иалис, ? — Олимпия, ок. 448 до н. э.)  — древнегреческий атлет, известный в кулачных боях, победитель Олимпийских, Истмийских, Немейских и Пифийских игр. Основатель спортивной династии, из которых олимпиониками было 3 сына и 2 внука Диагора.

## Биография
Происходил из влиятельной династии Эратидов. Родился в Иалисе. Сын Дамагета, внука царя Иалиса, и знатной мессенки, предком которой был Аристомен. Посвятил себя спорту, в кулачном бою использовал свой огромный рост, выдерживал удары соперника, идя прямо против него. Эта тактика была известна как «эфтимаха».
Первую победу он одержал на 79-й Олимпиаде в 464 году до н. э. К сожалению, отсутствует исчерпывающий перечень победителей всех Олимпиад, поэтому нельзя точно сказать, когда Диагор одержал свою вторую победу. Кроме того, Диагор побеждал 2 раза на Немейских, 1 — на Пифийских и 4 — на Исмийских, 4 — на Панеллинских играх, не считая многочисленных побед на местных соревнованиях на Родосе (2 раза) и Эгине, в Афинах (многократно), Коринфе (4 раза), Фивах, Аргосе, Мегарах.
В честь Диагора поэт Пиндар составил Олимпийскую оду, которая была выгравирована золотыми буквами в храме Афины в Линдосе на о. Родос. Также статуя Диагора была возведена в Олимпии; создателем этой статуи был Калликл, сын известного скульптора Феокосма. Диагор прославился честной игрой, никогда не нарушал правил. После завершения выступлений остаток жизни провел на родине, где женился.
По легенде, когда Диагор был глубоким старцем, в 448 году до н. э. (83-и Олимпийские игры) его сыновья опять прославились победами в кулачных боях и панкратионе. В разгар чествования они подошли к отцу, увенчали его седую голову пальмовыми ветвями и, подняв на плечи, понесли через расступившуюся толпу. Один спартанец при этом сказал: «Умри, Диагор, живым на небо тебе всё равно не взойти!».
В 2018 году в турецком населённом пункте Тургут к северу от Мармариса была обнаружена могила Диагора, которую местные жители считали захоронением мусульманского святого

## Семья
- Акусилай, сын, олимпионик по кулачному бою в 448 году до н. э.[5]
- Дамагет, сын, олимпионик по панкратиону в 452, 448 годах до н. э.[5]
- Дорией (Дорион), сын, олимпионик по панкратиону в 432, 428, 424 годах до н. э.[5]
- Каллипатера[англ.], дочь. Её муж Ференик и сыновья Пейсирод и Евкл (404 год до н. э. на 94-й Олимпиаде) также были олимпиониками. Каллипатера известна тем, что в 404 году до н. э., вопреки запрету женщинам присутствовать на Олимпийских играх под страхом смертной казни, она, переодевшись мужчиной, проникла на состязания, где участвовали её сыновья, и была обнаружена. «Хотя было открыто, что она женщина, но её отпустили без наказания из уважения к её отцу, братьям, сыну: они все были победителями на Олимпийских играх; но они установили закон, чтобы на будущее время учителя гимнастики присутствовали на состязаниях обнажёнными»[6].

## Память
- В честь Диагора назван футбольный клуб[англ.] с Родоса.
- Международный аэропорт Родоса имени Диагора.